# 12 مايو
- السبت
- الأحد
- الاثنين
- الثلاثاء
- الأربعاء
- الخميس
- الجمعة

- 2628 شوال 1446  هـ
- 2729 شوال 1446  هـ
- 2830 شوال 1446  هـ
- 291 ذو القعدة 1446  هـ
- 302 ذو القعدة 1446  هـ
- 13 ذو القعدة 1446  هـ
- 24 ذو القعدة 1446  هـ
- 35 ذو القعدة 1446  هـ
- 46 ذو القعدة 1446  هـ
- 57 ذو القعدة 1446  هـ
- 68 ذو القعدة 1446  هـ
- 79 ذو القعدة 1446  هـ
- 810 ذو القعدة 1446  هـ
- 911 ذو القعدة 1446  هـ
- 1012 ذو القعدة 1446  هـ
- 1113 ذو القعدة 1446  هـ
- 1214 ذو القعدة 1446  هـ
- 1315 ذو القعدة 1446  هـ
- 1416 ذو القعدة 1446  هـ
- 1517 ذو القعدة 1446  هـ
- 1618 ذو القعدة 1446  هـ
- 1719 ذو القعدة 1446  هـ
- 1820 ذو القعدة 1446  هـ
- 1921 ذو القعدة 1446  هـ
- 2022 ذو القعدة 1446  هـ
- 2123 ذو القعدة 1446  هـ
- 2224 ذو القعدة 1446  هـ
- 2325 ذو القعدة 1446  هـ
- 2426 ذو القعدة 1446  هـ
- 2527 ذو القعدة 1446  هـ
- 2628 ذو القعدة 1446  هـ
- 2729 ذو القعدة 1446  هـ
- 281 ذو الحجة 1446  هـ
- 292 ذو الحجة 1446  هـ
- 303 ذو الحجة 1446  هـ
- 314 ذو الحجة 1446  هـ
- 15 ذو الحجة 1446  هـ
- 26 ذو الحجة 1446  هـ
- 37 ذو الحجة 1446  هـ
- 48 ذو الحجة 1446  هـ
- 59 ذو الحجة 1446  هـ
- 610 ذو الحجة 1446  هـ

12 مايو أو 12 أيَّار أو 12 مايس أو 12 نوَّار أويوم 12 \ 5 (اليوم الثاني عشر من الشهر الخامس) هو اليوم الثاني والثلاثون بعد المئة (132) من السنوات البسيطة، أو اليوم الثالث والثلاثون بعد المئة (133) من السنوات الكبيسة وفقًا للتقويم الميلادي الغربي (الغريغوري). يبقى بعده 233 يوما لانتهاء السنة.

## أحداث
- 1641 - المستكشف الهولندي أبل تاسمان يكتشف نيوزيلندا.
- 1881 - حاكم تونس محمد الصادق باي يوقع على معاهدة باردو التي أعطت فرنسا حق الإشراف المالي والعسكري والخارجي في تونس.
- 1894 - القوات اليابانية تغزو كوريا.
- 1908 - افتتاح مدرسة الفنون الجميلة المصرية بالقاهرة، وكان المثال محمود مختار هو أول الملتحقين بها.
- 1912 - صدور العدد الأول من صحيفة برافدا الروسية.
- 1919 - الزعيم المصري سعد زغلول يرسل مذكرة احتجاج إلى مؤتمر الصلح الذي إنعقد في باريس عقب الحرب العالمية الأولى بسب اعتراف المؤتمر بالحماية البريطانية على مصر وإبقاء الدول العربية تحت الحماية البريطانية والفرنسية.
- 1937 -
  - اندلاع مظاهرات عارمة في النجف والديوانية ضد الحكومة العراقية التي ردت على المظاهرات بقصف المدن والقرى بالطائرات وأدى ذلك لسقوط أكثر من ثلاثمائة قتيل في أقل من أسبوعين.
  - تتويج الملك جورج السادس ملكًا على العرش البريطاني.
- 1939 - وقوع معركة خالخين غول بين القوات اليابانية والسوفيتية وذلك على الحدود بين مانشوكو ومنغوليا في الحرب العالمية الثانية.
- 1947 - الإعلان عن استقلال منغوليا.
- 1949 - الإعلان عن دستور ألمانيا الغربية.
- 1951 - الولايات المتحدة تجرب تفجير قنبلة هيدروجينية في المحيط الهادي.
- 1956 - المتطرفون اليهود في الجزائر يرتكبون مذبحة وحشية ضد المواطنين العزل في مدينة قسنطينة بمساعدة الفرنسيين.
- 1965 - ألمانيا الغربية توقع مذكرة تفاهم لإقامة علاقات دبلوماسية مع إسرائيل.
- 1984 - بداية البث الفضائي من هيئة الإذاعة اليابانية، وتمكنت جزر أوغاساوارا من استلام صورة صافية.
- 1997 - روسيا والمقاتلون الشيشان يوقعان اتفاق سلام هو الأول من نوعة على مدى أكثر من أربعمائه عام من الصراع الدامي بين المسلمون الشيشانيون والروس الذين يعتبرون الشيشان أحد أقاليم روسيا الاتحادية.
- 2002 - الرئيس الأمريكي الأسبق جيمي كارتر يقوم بزيارة لكوبا لمدة 5 أيام، وبهذا يصبح أول رئيس أمريكي يقوم بزيارة كوبا بعد تولي الرئيس فيدل كاسترو الحكم في عام 1959.
- 2008 - زلزال يضرب مقاطعة سيشوان الصينية بقوة بلغت 7.8 حسب مقياس ريختر.
- 2010 -
  - مجلس الأمة الكويتي يعطي موافقته النهائية على مشروع قانون الخصخصة الذي يسمح ببيع شركات مملوكة للدولة، ويستثني القانون قطاعات إنتاج النفط والغاز الطبيعي ومصافي النفط والرعاية الصحية والتعليم، ويسمح للحكومة بإمتلاك حصة لا تزيد على 20% في الشركات التي تجري خصخصتها.
  - تحطم طائرة إيرباص إيه 330 تابعة للخطوط الأفريقية الليبية في طرابلس آتية من جوهانسبورغ أدى إلى مقتل 103 شخص، ولم ينج من الحادث إلا طفل هولندي في الثامنة من عمره.
- 2015 - زلزال ثاني بقوة 7.3 يضرب النيبال ومناطق من الصين والهند وبنغلاديش ويتبعه بعد ثلاثين دقيقة آخر بقوة 6.3 درجة وذلك بعد أسبوعين من الزلزال الأول.
- 2016 - المجلس الوطني البرازيلي يُصوِّت بِأغلبيَّة أعضائه على عزل رئيسة الجُمهوريَّة ديلما روسيف عن منصبها بعد اتهامها بالفساد، ونائب الرئيس ميشال تامر يتولِّى القيام بِمهام الرئاسة، ليُصبح بذلك أوَّل شخص من أُصولٍ عربيَّة (لُبنانيَّة) يتولَّى هذا المنصب في البرازيل.
- 2017 -
  - الرئيس الفرنسي الجديد إيمانويل ماكرون يُعين إدوار فيليب رئيسا للوزراء، وهذا الأخير يعلن عن تشكيلة حكومته الجديدة.
  - هجوم إلكتروني ببرمجية الفدية يوقع أكثر من 230 ألف جهاز إلكتروني حول العالم.
- 2025 - حزب العمال الكردستاني يُعلن حل نفسه وإنهاء الصراع مع الجمهورية التركية بعد إحدى وأربعين سنة من اندلاعه.

## مواليد
- 1496 - غوستاف الأول، ملك السويد.
- 1803 - يوستوس فون ليبيغ، عالم كيمياء ألماني.
- 1820 - فلورنس نايتينجيل، ممرضة بريطانية ورائدة التمريض الحديث.
- 1845 - غابرييل فوري، موسيقي فرنسي.
- 1895 - ويليام جيوك، عالم كيمياء أمريكي حاصل على جائزة نوبل في الكيمياء عام 1949.
- 1897 - غلام رضا روحاني، شاعر إيراني.
- 1907 - كاثرين هيبورن، ممثلة أمريكية.
- 1910 -
  - دوروثي هودجكن، عالمة كيمياء بريطانية حاصلة على جائزة نوبل في الكيمياء عام 1964.
  - عبد الحليم محمود، شيخ الأزهر.
- 1939 - جلال دباغ، سياسي وصحفي عراقي كردي.
- 1943 - باولو كازارين، حكم كرة قدم إيطالي.
- 1945 - ألان بول، لاعب ومدرب كرة قدم إنجليزي.
- 1954 - عفاف راضي، مغنية وممثلة مصرية.
- 1966 - ستيفن بالدوين، ممثل أمريكي.
- 1971 - فوزي صادق، روائي وكاتب قصة قصيرة وصحفي سعودي.
- 1974 - ترانه جوانبخت، كاتبة إيرانية.
- 1976 - كاردينال أوفيشال، مغني راب كندي.
- 1977 - ريا أبي راشد، مذيعة لبنانية.
- 1978 - جيسن بيغز، ممثل أمريكي.
- 1979 - تاكاشي كوندو، ممثل أداء صوتي ياباني.
- 1980 - ماراما فاهيروا، لاعب كرة قدم فرنسي.
- 1981 -
  - رامي مالك، ممثل أمريكي.
  - زارا البلوشي، ممثلة عُمانية.
- 1988 - مارسيلو فييرا دا سيلفا جونيور، لاعب كرة قدم برازيلي.
- 1992 - مالكولم ديفيد كيلي، ممثل أمريكي.
- 1994 - مصطفى فتحي، لاعب كرة قدم مصري.
- 1997 - فرينكي دي يونغ، لاعب كرة قدم هولندي.

## وفيات
- 1382 - جوفانا الأولى، ملكة نابولي.
- 1700 - جون درايدن، أديب إنجليزي.
- 1798 - جورج فانكوفر، ملاح إنجليزي.
- 1884 - بدرجيخ سميتنا، موسيقي تشيكي.
- 1901 - عبده الحامولي، موسيقي مصري.
- 1964 - إستفان روستي، ممثل مصري.
- 1968 - أحمد حسن الزيات، من رجال النهضة الأدبية في مصر.
- 1970 - نيلي زاكس، أديبة سويدية حاصلة على جائزة نوبل في الأدب عام 1966.
- 1989:

طاهر أبو فاشا، شاعر ومؤلف مصري.
أمين طليع، محامي وأستاذ جامعي وقاضي وكاتب لبناني.
- 1994 - إريك إريكسون، عالم ألماني في علم النفس.
- 2001 - ديدي، لاعب ومدرب كرة قدم برازيلي.
- 2006 - حسين مازق، رئيس وزراء ليبيا.
- 2007 - داد الله، قائد عسكري في حركة طالبان.
- 2016 - إبراهيم الديراوي، فقيه شيعي وشاعر عربي إيراني.
- 2019 - نصر الله بطرس صفير، البطريرك الماروني السادس والسبعون.
- 2020 - إبراهيم نصر، كوميدي مصري.
- 2022 - فيصل حوراني، كاتب وصحافي فلسطيني.
- 2024 - عبد الستار البصري، ممثل عراقي.

## أعياد ومناسبات
- اليوم العالمي للممرضات في ذكرى ميلاد فلورنس نايتينجيل عام 1820.

## وصلات خارجية
- وكالة الأنباء القطريَّة: حدث في مثل هذا اليوم.
- النيويورك تايمز: حدث في مثل هذا اليوم.
- BBC: حدث في مثل هذا اليوم.